# Historia de Tuxtla Gutiérrez
la biografía de Tuxtla Gutiérrez

## Origen de Tuxtla Gutiérrez
En el siglo VI a. C. los zoques establecieron una aldea en las faldas del cerro Mactumatzá y la comarca donde se hallaba le llamaron Coyatocmó. En los años 400 a. C., establecieron sus primeros centros ceremoniales. En los años 1486 y 1505, los mexicas invadieron la región y destruyeron la localidad. Bajo el dominio mexica la comarca fue llamada Tochtlán (Tierra donde abundan los conejos en náhuatl) por aquellos conquistadores.
Los dominados zoques eran leales a los mexicas y además puntuales en el pago de tributos, les premiaron otorgándoles una espada y un escudo con armadura

## Época colonial
En 1560, unos frailes, dominicos, encabezados por fray Antonio de Pamplona, fundaron formalmente dentro de esta comarca, el pueblo de San Marcos Evangelista Tuchtla en la margen derecha del río El Sabinal, el pueblo perteneció desde ese momento al convento de Tecpatlán y al priorato de Chiapa de Los Indios.
Durante la época colonial, sólo era un poblado de descanso antes de arribar a la Chiapa de los indios (actualmente Chiapa de Corzo). Sin embargo, tenía importancia económica y geográfica por ubicarse en la ruta que unía a la provincia de Chiapas con las de Oaxaca, Tabasco, Campeche y Guatemala. 
En el siglo XVI, los jesuitas impulsaron el crecimiento de Tuxtla y mandaron a crear un Templo mayor. Los dominicos mandaron crear el templo de Santo Domingo, San Roque y San Jacinto.
Al final de este siglo, la explotación indígena y el despotismo virreinal eran intolerables. El capitán Manuel Maestrerra y Antocha, en ese entonces alcalde mayor de Ciudad Real, (hoy San Cristóbal de Las Casas) y sus cómplices, el gobernador zoque Pablo Hernández y el alguacil Nicolás de Trejo, cometieron numerosos abusos de autoridad. Medraron a costa de los zoques, elevándoles los tributos, sobreexplotándoles, obligándoles a comprar únicamente en su tienda y también a vender muy barato sus cosechas. Hernández y de Trejo presionaron a los zoques para que obedecieran las imposiciones. Aunque los zoques enviaron una queja a la Real Audiencia de Guatemala, lo único que aconteció fue la destutición del gobernador zoque. Como respuesta a esta aparente falta de interés, en 1693, los zoques se amotinaron y lapidaron al capitán Manuel Maesterra, al gobernador y al alguacil. Aunque algunos pocos fueron condenados a muerte por el disturbio, el resto de la población zoque fue perdonada a petición del Fray Francisco Núñez de la Vega, obispo de Chiapas.
El 19 de junio de 1768, por decreto del rey de España, la Real Audiencia obtuvo cédula para que Chiapas se dividiera en dos alcaldía mayores: La de Ciudad Real y la nueva alcaldía de Tuxtla y Chiapa, cuya cabecera era San Marcos Tuxtla y su primer alcalde Juan de Oliver fungió en 1769. La alcaldía de Tuxtla y Chiapas tuvo jurisdicción en los partidos zoques y soctones y surgió para controlar el gran número de tributos indígenas recolectados allí y por su ubicación estratégica. La alcaldía de Ciudad Real (actualmente San Cristóbal de las Casas) siguió teniendo jurisdicción en el resto de la provincia. 
En 1786, las alcaldías de Ciudad Real y Tuxtla, y la provincia del Soconusco integraron la Intendencia de Ciudad Real de Chiapas, cuya capital era Ciudad Real, con subdelegados en Tuxtla, Comitán y Soconusco. Su primer gobernador intendente fue Francisco Saavedra y Carvajal. Con Chiapas en ese entonces dividido en 3 partidos, Tuxtla quedó como la cabecera del segundo partido, integrado por 33 pueblos y 13 curatos.

## SigloXIX
En Tuxtla nunca aumentó la población de afroamericanos, por no haber desarrollo importante en las haciendas ni aparición de ingenios; la mayoría se establecían en la Finca de San Lucas en el Valle de La Frailesca. Iniciado el siglo XIX, y temiendo la llegada de cambios sociales, los frailes enviaron a toda la población afrodescendiente a La Habana, en pequeños grupos y con frecuencia.
El 29 de octubre de 1813, a petición del canónigo Mariano Robles Domínguez ante las Cortes de Cádiz, el rey Fernando VII le otorgó a Tuxtla, Tapachula, Tonalá y Palenque la categoría de villa, como respuesta a sus buenos servicios y donativos a España.
El 1 de enero de 1821 se instaló el primer ayuntamiento constitucional en San Marcos Tuxtla de dos alcaldes, dos síndicos y ocho regidores. Ese mismo año y tiempo después, el señor Salvador Peralta regresó de la Ciudad de México, informado sobre la Independencia de México y reunió a los tuxtlecos en la plaza principal para exigir al ayuntamiento la proclamación de la independencia, que finalmente se logró el 5 de septiembre. 
Los tuxtlecos se opusieron a la anexión de Chiapas a México, pero el 7 de octubre de 1824 aceptaron a reconocerla como válida y oficial.
El 27 de julio de 1829, por acuerdo del Congreso chiapaneco, el gobernador interino Emeterio Pineda otorgó oficialmente a Tuxtla la categoría de ciudad.
En 1833, debido a un levantamiento armado organizado por el partido conservador, el gobernador Joaquín Miguel Gutiérrez planeó trasladar provisionalmente los poderes del estado de Chiapas de San Cristóbal hasta San Marcos Tuxtla, y se formalizó su instalación el 9 de febrero de 1834. En 1835, dichos poderes fueron devueltos a San Cristóbal de Las Casas.
En 1837, Chiapas estuvo bajo el régimen centralista impuesto por Antonio López de Santa Anna y fue departamento de México. Tuxtla se convirtió en la cabecera del distrito del Oeste.
El 8 de junio de 1838, fuerzas conservadoras se enfrascaron en una batalla por los poderes y los intereses divididos del estado. Al término del conflicto armado, los agresores lograron enfrentarse a Joaquín Miguel Gutiérrez, quien tras oponer digna y heroica resistencia, fue finalmente asesinado sobre la bóveda de la iglesia de San Marcos. Al morir, su cuerpo cayó detrás de la catedral, en un estrecho callejón actualmente conocido como el Callejón del sacrificio. Después de eso, sus enemigos amordazaron su cuerpo y lo arrastraron, tirado por caballos, por las calles de Tuxtla.
El 31 de mayo de 1848 el gobernador chiapaneco Nicolás Ruiz Maldonado cambió el nombre oficial de San Marcos Tuxtla a Tuxtla Gutiérrez en honor a Joaquín Miguel Gutiérrez.
El 4 de enero de 1858, Tuxtla fue declarada, por segunda vez, capital del estado de Chiapas debido a un levantamiento armado en favor del Plan de Tacubaya y en contra del gobernador Ángel Albino Corzo, pero los poderes retornaron oficialmente a San Cristóbal hasta el 18 de enero de 1861.
Desde el 1 de febrero de 1864 hasta el 31 de diciembre de 1867, Tuxtla fue oficialmente y por tercera vez, la capital de Chiapas. Después, los poderes retornaron a San Cristóbal.
En 1892, el gobernador chiapaneco Emilio Rabasa solicitó apoyo financiero a Ciudad Real, pero sus habitantes negaron cualquier tipo de apoyo para su gobierno, con la intención de persuadirlo a dimitir. Sin embargo, logró obtener el apoyo económico de Tuxtla. El 11 de agosto de ese año, Emilio Rabasa, agradecido, declaró una vez más a Tuxtla Gutiérrez capital del estado de Chiapas, trasladando los poderes a esta ciudad y retirándoselos a Ciudad Real por cuarta y última vez, en esta ocasión, definitivamente.

## SigloXX
En 1911, el gobernador Manuel Rovelo Arguello organizó el batallón Hijos de Tuxtla para proteger la posesión de los poderes estatales de las fuerzas sancristobalenses y sus aliados chamulas.
El 17 de mayo de 1912, las fuerzas del capitán Julio Miramontes frustraron la sublevación del duodécimo batallón para saquear e incendiar Tuxtla, instigados por el subalterno Juan Zúñiga. Ambos el capitán y el subalterno murieron en el enfrentamiento.
Durante su gobierno, Victoriano Huerta ordenó que todos los gobernadores civiles de México se sustituyran por militares. El gobernador Reynaldo Gordillo León fue sustituido por el general A.Z. Palafox, quien fungió el 19 de julio de 1913
En 1914, la división 21, comandada por el general Jesús Agustín Castro, arribó a la ciudad de Tuxtla. El general persuadió al gobernador para establecer políticas carrancistas y; un grupo de opositores organizaron el grupo guerrillero contrarrevolucionario, los Mapaches, dirigido por el coronel Tiburcio Fernández Ruíz. Este conflicto revolucionario duró 6 años.
En 1915, se suprimió temporalmente la jefatura política del departamento de Tuxtla y en su lugar se crearon municipios libres. Fue entonces cuando nació el municipio libre de Tuxtla, con delegaciones en las localidades de Terán y Copoya, cuyo primer presidente municipal fue Noé Vázquez Rincón.
El 5 de junio de 1917, los mapaches asaltan la ciudad e incendian el palacio de Gobierno, destruyendo todos los archivos.
El 6 de enero de 1923, se funda la hoy Antigua, Digna, Leal y Perseverante Respetable Logia Simbólica "Dr. Domingo Chanona No. 5", que hasta la presente fecha se encuentra activa.
En 1925, durante el gobierno de Carlos A. Vidal, desapareció temporalmente el ayuntamiento de Tuxtla Gutiérrez y la administración municipal se le delegó a una sección gubernamental.
En 1934, se destruyen imágenes de santos católicos y se clausuran iglesias, como consecuencia del movimiento de los cristeros.
En 1983, con el establecimiento del sistema de planeación mexicano, Tuxtla Gutiérrez es declarado cabecera de la región económica I Centro.

## Eventos menos relevantes
En 1784, se prohibió el monopolio de la grana silvestre y se permitió su libre comercio.
En 1795, se hizo la primera urbanización de Tuxtla, a petición de los habitantes al teniente subdelegado de la Intendencia de Chiapas. Se empedraron algunas calles, se construyó un acueducto y la primera pila en la plaza pública.
En 1826, se inaugura la primera escuela.
En 1827, se instaló la primera imprenta en Tuxtla. Se publicó el primer periódico chiapaneco, llamado Campana chiapaneca, dirigido por Joaquín Miguel Gutiérrez.
En 1834, se estableció el primer sistema de correos desde Tuxtla hasta Pichucalco, Palenque, y Ocosingo.
En 1848, se hizo la primera delimitación legal de Tuxtla. Los límites en aquel momento eran: Al norte el Río Sabinal y dos predios, al sur el predio El Retiro, al este el arroyo Pog Pon y al oeste la colina La Lomita.
En 1881, inició el Servicio Telegráfico Nacional.
En 1884, se implantan los primeros juzgados civiles.
En 1892, se fundó la localidad de Copoya.
En 1901, funciona el primer alumbrado público eléctrico.
En 1906 se instala una sucursal del Banco Nacional de México.
En 1908 se fundó la localidad de Terán, que en principio tuvo su propio municipio y muchos más tarde, perdió su ayuntamiento y se integró a Tuxtla Gutiérrez, convirtiéndose en agencia municipal. Tiempo después se integró a la mancha urbana de la ciudad de Tuxtla.
En 1910. Se inauguró la primera Biblioteca Pública del Estado de Chiapas. Llegó el primer automóvil a Tuxtla. 
El 8 de diciembre de 1913, se cantó por primera vez el Himno a Chiapas en la ciudad de Tuxtla Gutiérrez.
En 1915, se inauguró la primera preparatoria.
En 1924, aterriza accidentalmente y por primera vez una avioneta en Tuxtla.
En 1932, funciona la primera empresa aeronáutica, bajo la dirección del piloto Francisco Sarabia.
El 1 de enero de 1933 se fundó la Junta Local de Caminos.
En 1941, el ayuntamiento volvió a adoptar el antiguo escudo de Tuchtlan. En 1996, se modificó a la versión actual que fue adoptada el 23 de diciembre de ese mismo año.
En 1943, trasmitió la primera radiodifusora, la XEXY.
En los años 1950 se instaló el drenaje y se pavimentaron las calles con concreto, se construyeron varias escuelas y la penitenciaría de Chiapas en Cerro Hueco, que actualmente está reubicada en Cintalapa.
En 1952, se inauguró el Archivo General del Estado de Chiapas, cuyo primer director fue Fernando Castañón Gamboa, cronista de la ciudad de Tuxtla Gutiérrez.
En los años 1960, se amplían las calles principales, y se creó un periférico. Aparecen los primeros fraccionamientos privados residenciales y los primeros barrios de interés social. La mayoría de la clase trabajadora se dedica a la agricultura, el magisterio y el comercio. La inversión foránea se concentra en los comercios.
En los años 1970 el municipio de Tuxtla crece mucho más. Debido a la creación de la central hidroeléctrica Chicoasén, muchos trabajadores se establecen en la ciudad y después de varios años la mayoría reside allí permanentemente.
El 22 de octubre de 1972 se inauguró el Instituto Tecnológico de Tuxtla Gutiérrez. 
El 17 de abril de 1975, se inauguró la primera universidad chiapaneca, la UNACH.
El 11 de mayo de 1990, el papa Juan Pablo II visitó la ciudad.
En 1992, se inauguró el Centro de Convenciones de Chiapas, el Poliforum Mesoamericano y el Parque de la Marimba.
El 3 de abril del 2000, se inauguró el centro cultural Jaime Sabines.
En el 2002, el equipo profesional de fútbol Jaguares de Chiapas, ingresa a la primera división mexicana.
En el 2011 se inauguró la Torre Chiapas el primer edificio con más de 100 metros de altura en la ciudad.